# خط طول 164° شرق
خط طول 164° شرق هو أحد خطوط الطول الجغرافية، والتي تمتد من القطب الشمالي الجغرافي إلى القطب الجنوبي الجغرافي، وحسب التحويل الزمني يتقدم خط طول 164° شرق عن خط غرينتش بـ10 ساعة و56 دقيقة.

## من القطب إلى القطب
ينطلق خط طول 164° شرق من القطب الشمالي نحو القطب الجنوبي مرورا بالمناطق التي ترد في الجدول التالي:
| الإحداثيات                           | البلد أو الإقليم أو البحر | ملاحظات                                                                         |
| ------------------------------------ | ------------------------- | ------------------------------------------------------------------------------- |
| 90°0′N 164°0′E / 90.000°N 164.000°E  | المحيط المتجمد الشمالي    |                                                                                 |
| 75°22′N 164°0′E / 75.367°N 164.000°E | بحر سيبيريا الشرقي        |                                                                                 |
| 69°44′N 164°0′E / 69.733°N 164.000°E | روسيا                     | أوكروغ تشوكوتكا الذاتية كراي كامشاتكا — من 64°52′N 164°0′E / 64.867°N 164.000°E |
| 62°37′N 164°0′E / 62.617°N 164.000°E | بحر أوخوتسك               | Penzhin Bay                                                                     |
| 61°40′N 164°0′E / 61.667°N 164.000°E | روسيا                     | كراي كامشاتكا — شبه جزيرة كامشاتكا                                              |
| 60°1′N 164°0′E / 60.017°N 164.000°E  | بحر بيرنغ                 | Karaginsky Gulf                                                                 |
| 59°2′N 164°0′E / 59.033°N 164.000°E  | روسيا                     | كراي كامشاتكا — جزيرة كاراجينسكي [لغات أخرى]‏                                    |
| 58°44′N 164°0′E / 58.733°N 164.000°E | بحر بيرنغ                 |                                                                                 |
| 56°0′N 164°0′E / 56.000°N 164.000°E  | المحيط الهادئ             |                                                                                 |
| 10°29′S 164°0′E / 10.483°S 164.000°E | بحر المرجان               |                                                                                 |
| 20°5′S 164°0′E / 20.083°S 164.000°E  | كاليدونيا الجديدة         |                                                                                 |
| 20°16′S 164°0′E / 20.267°S 164.000°E | بحر المرجان               |                                                                                 |
| 25°46′S 164°0′E / 25.767°S 164.000°E | المحيط الهادئ             |                                                                                 |
| 60°0′S 164°0′E / 60.000°S 164.000°E  | المحيط الجنوبي            |                                                                                 |
| 70°32′S 164°0′E / 70.533°S 164.000°E | القارة القطبية الجنوبية   | منطقة روس, المطالب الإقليمية بالقارة القطبية الجنوبية by نيوزيلندا              |
| 74°48′S 164°0′E / 74.800°S 164.000°E | المحيط الجنوبي            | بحر روس                                                                         |
| 77°42′S 164°0′E / 77.700°S 164.000°E | القارة القطبية الجنوبية   | منطقة روس, المطالب الإقليمية بالقارة القطبية الجنوبية by نيوزيلندا              |